# Serveur racine alternatif du DNS
Un serveur racine alternatif du DNS est un serveur racine administré par des organisations autres que l'Internet Corporation for Assigned Names and Numbers (ICANN).
L'Internet utilise le système de noms de domaine pour associer les adresses IP des machines d'un réseau en noms compréhensibles par les humains. Le premier niveau dans la hiérarchie d'un nom de domaine est appelé serveur racine. Les serveurs racine officiels sont administrés par l'Internet Corporation for Assigned Names and Numbers (ICANN). Il existe d'autres serveurs racine administrés par d'autres organisations. Elles gèrent leur propre serveur de noms et possèdent leurs propres domaines de premier niveau.
L’Internet Architecture Board est opposée aux serveurs racine alternatifs.

## Description
La zone racine du DNS répond aux requêtes concernant les domaines de premier niveau. Elle consiste en un pointeur qui redirige les requêtes vers le serveur DNS de premier niveau concerné. La zone racine est hébergée sur une multitude de serveurs racine exploités par diverses organisations qui utilisent une liste approuvée de domaines gérés par l'ICANN. Au contraire, les racines alternatives incluent généralement des pointeurs vers tous les serveurs de premier niveau délégués par l'ICANN mais également vers les serveurs de noms ayant des domaines de premiers niveau personnalisés. Certaines racines alternatives sont exploitées par les organisations qui gèrent les domaines de premiers niveaux alternatifs.
Une partie de la communauté de l'Internet voit les racines alternatives comme bénéfiques car elles permettent de s'affranchir de la centralisation DNS. Selon Zach Bastick, les racines alternatives permettent un contrôle plus démocratique de l'Internet :

« L'implémentation des domaines de premier niveau génériques alternatifs précède tout débat à propos de l'extension de l'espace de noms par des acteurs officiels, et cela illustre comment démocratiser  le DNS modifie le rythme de développement de la politique de l'Internet, la nature des décisions qui justifient le développement de la politique, le dynamisme de la politique et l'autonomie de l'utilisateur dans l'infrastructure du réseau. »

— (page 103)

## Fournisseurs actifs

### Namecoin
Les domaines de premier niveau Namecoin ne sont pas gérés par une seule organisation. Chaque pair Namecoin a une copie du registre public appelé la chaîne de blocs. Le logiciel Namecoin permet l'enregistrement de domaines en .bit.

### EmerCoin
EmerCoin est une crypto-monnaie qui a également intégré un support DNS en fournissant un framework pour stocker et maintenir les clés et les valeurs dans sa base de données décentralisée.

### Name.Space
Name.Space a été fondé en 1996 et est une racine supplémentaire qui résout les racines gérées par l'ICANN ainsi que des centaines d'autres domaines de premier niveau. Quelques domaines gérés par Name.Space sont : .art, .books, .chat, .design, .film, .green, .help, .inc, .law, .music, .news, .press, .radio, .shop, .talk, .union, .video, .world, and .zone.

### OpenNIC
Quelques domaines de premier niveau gérés par OpenNIC : .bbs, .dyn, .free, .fur, .geek, .indy, .neo, .null, .oss et bien d'autres. OpenNIC résout également les domaines gérés par l'ICANN.

### Open Root Server Network (ORSN)
ORSN est un miroir de la racine de l'ICANN. Arrêté le 31 décembre 2008, il a repris ses activités en juin 2013. Il offre la possibilité d'acheter et de maintenir des domaines de premier niveau alternatifs sur des espaces géographiques spécifiques à un prix accessible. La startup Open-Root a été créée par Louis Pouzin, un des pionniers d'Internet, à l'âge de 80 ans.

### Projet TOR
Gère les domaines .onion.

## Fournisseurs inactifs

### AlterNIC
AlterNIC a cessé ces opérations en 1997. Il a géré les domaines suivants : .exp, .fcn, .llc, .lnx, .ltd, .med, .nic, .noc, .porn, .wtv, .xxx.

### eDNS
eDNS (Enhanced Domain Name Service) a cessé ces opérations en 1998. Il a géré les domaines suivants : .biz, .corp, .fam, .k12, .npo, .per, .web.